# Campeonato Mundial Júnior de Patinação Artística no Gelo de 1986
O Campeonato Mundial Júnior de Patinação Artística no Gelo de 1986 foi a décima primeira edição do Campeonato Mundial Júnior de Patinação Artística no Gelo, um evento anual de patinação artística no gelo organizado pela União Internacional de Patinação (em inglês:  International Skating Union) onde os patinadores artísticos competem pelo título de campeão mundial júnior. A competição foi disputada entre os dias 9 de dezembro e 14 de dezembro de 1985, na cidade de Sarajevo, Iugoslávia.

## Eventos
- Individual masculino
- Individual feminino
- Duplas
- Dança no gelo

## Medalhistas
| Evento                        | Ouro                                                 | Prata                                                  | Bronze                                                 |
| Individual masculino detalhes | Vladimir Petrenko · União Soviética                  | Rudy Galindo · Estados Unidos                          | Yuri Tsimbaliuk · União Soviética                      |
| Individual feminino detalhes  | Natalia Gorbenko · União Soviética                   | Susanne Becher · Alemanha Ocidental                    | Linda Florkevich · Canadá                              |
| Duplas detalhes               | Elena Leonova · Gennadi Krasnitski · União Soviética | Irina Mironenko · Dmitri Shkidchenko · União Soviética | Ekaterina Murugova · Artem Torgashev · União Soviética |
| Dança no gelo detalhes        | Elena Krikanova · Evgeny Platov · União Soviética    | Svetlana Serkeli · Andrei Zharkov · União Soviética    | Corinne Paliard · Didier Courtois · França             |

## Resultados

### Individual masculino
| Pos.              | Nome              | Nacionalidade   |
| ----------------- | ----------------- | --------------- |
| Medalha de ouro   | Vladimir Petrenko | União Soviética |
| Medalha de prata  | Rudy Galindo      | Estados Unidos  |
| Medalha de bronze | Yuri Tsimbaliuk   | União Soviética |
| ...               |                   |                 |
| 12                | Brent Frank       | Canadá          |
| ...               |                   |                 |
| 16                | Cory Watson       | Canadá          |
| ...               |                   |                 |

### Individual feminino
| Pos.              | Nome             | Nacionalidade      |
| ----------------- | ---------------- | ------------------ |
| Medalha de ouro   | Natalia Gorbenko | União Soviética    |
| Medalha de prata  | Susanne Becher   | Alemanha Ocidental |
| Medalha de bronze | Linda Florkevich | Canadá             |
| ...               |                  |                    |
| 14                | Dianne Takeuchi  | Canadá             |
| ...               |                  |                    |

### Duplas
| Pos.              | Nome                                 | Nacionalidade   |
| ----------------- | ------------------------------------ | --------------- |
| Medalha de ouro   | Elena Leonova / Gennadi Krasnitski   | União Soviética |
| Medalha de prata  | Irina Mironenko / Dmitri Shkidchenko | União Soviética |
| Medalha de bronze | Ekaterina Murugova / Artem Torgashev | União Soviética |
| ...               |                                      |                 |
| 8                 | Laura Ivanich / James Ivanich        | Canadá          |
| 9                 | Penny Schultz / Scott Grover         | Canadá          |
| ...               |                                      |                 |

### Dança no gelo
| Pos.              | Nome                              | Nacionalidade   |
| ----------------- | --------------------------------- | --------------- |
| Medalha de ouro   | Elena Krikanova / Evgeny Platov   | União Soviética |
| Medalha de prata  | Svetlana Serkeli / Andrei Zharkov | União Soviética |
| Medalha de bronze | Corinne Paliard / Didier Courtois | França          |
| 4                 | Melanie Cole / Martin Smith       | Canadá          |
| ...               |                                   |                 |
| 7                 | Catherine Pal / Donald Godfrey    | Canadá          |
| ...               |                                   |                 |

## Quadro de medalhas
| Ordem | País               | Medalha de ouro | Medalha de prata | Medalha de bronze |    | Ordem por total |
| ----- | ------------------ | --------------- | ---------------- | ----------------- | -- | --------------- |
| 1     | União Soviética    | 4               | 2                | 2                 | 8  | 1               |
| 2     | Alemanha Ocidental |                 | 1                |                   | 1  | 2               |
| 2     | Estados Unidos     |                 | 1                |                   | 1  | 2               |
| 4     | Canadá             |                 |                  | 1                 | 1  | 2               |
| 4     | França             |                 |                  | 1                 | 1  | 2               |
| TOTAL | TOTAL              | 4               | 4                | 4                 | 12 | —               |